# Kardašova Řečice (stacja kolejowa)
Kardašova Řečice – stacja kolejowa w miejscowości Kardašova Řečice, w kraju południowoczeskim, w Czechach. Znajduje się na linii 225 Havlíčkův Brod – Veselí nad Lužnicí, na wysokości 450 m n.p.m..  

## Linie kolejowe
- 225: Havlíčkův Brod – Veselí nad Lužnicí